# Скачков, Евгений Михайлович
Евгений Михайлович Скачков (23 декабря 1978, Анапа, Краснодарский край) — российский футболист, полузащитник.

## Карьера
Начал заниматься футболом в ДЮСШ-1 города Супсех Краснодарского края и в луганском спортинтернате. Во взрослых соревнованиях дебютировал в октябре 1995 года во второй лиге Украины в составе клуба «Авангард-Индустрия» (Ровеньки).
В 1996 году вернулся в Россию, выступал за дубль новороссийского «Черноморца» и «Кубань» из Славянска-на-Кубани. 23 мая 1998 года сыграл свой дебютный матч в премьер-лиге России в составе «Черноморца» против «Жемчужины». Осенью 1998 года играл в премьер-лиге за «Тюмень», провёл 10 матчей.
С 1999 года выступал за клубы первого и второго дивизионов России, но нигде не задерживался более чем на два сезона. В первом дивизионе выступал за клубы «Спартак-Нальчик» (2000), «Кристалл» (Смоленск, 2002), «Локомотив» (Чита, 2004), «Амур» (Благовещенск, 2005). Всего в клубах первого дивизиона сыграл 88 матчей и забил 10 голов.
В 2007 году завершил профессиональную карьеру, затем ещё несколько лет играл на любительском уровне за клубы Краснодарского края.